# Alessio Sakara
Alessio Sakara, né le 2 septembre 1981 à Rome, est un sportif professionnel italien, qui pratique les compétitions de mixed martial arts et de jiu-jitsu brésilien, sport dans lequel il est ceinture marron. Il concourt dans les compétitions de la division « poids moyens » de l' UFC. Il combat actuellement dans la division «poids moyens» du Bellator MMA

## Palmarès en MMA
| Résultat   | Record    | Adversaire        | Méthode                                            | Événement                            | Date              | Round | Temps | Lieu                                   | Notes                      |
| ---------- | --------- | ----------------- | -------------------------------------------------- | ------------------------------------ | ----------------- | ----- | ----- | -------------------------------------- | -------------------------- |
| Victoire   | 18-11 (2) | Joey Beltran      | KO (coups de poing)                                | Bellator 168                         | 10 décembre 2016  | 1     | 1:20  | Florence, Italie                       |                            |
| Victoire   | 17-11 (2) | Brian Rogers      | KO (coups de poing)                                | Bellator 152                         | 16 avril 2016     | 2     | 2:29  | Turin, Italie                          |                            |
| Victoire   | 16-11 (2) | Dib Akil          | TKO (coups de poing)                               | Final Fight Championship 19          | 18 septembre 2015 | 1     | 1:32  | Linz, Autriche                         |                            |
| No contest | 15-11 (2) | Maciej Browarski  | No contest                                         | Final Fight Championship 16          | 6 décembre 2014   | 1     | 3:20  | Vienne, Autriche                       | Retour en poids mi-lourds. |
| Défaite    | 15-11 (1) | Nico Musoke       | Soumission (clé de bras)                           | UFC Fight Night: Machida vs. Muñoz   | 26 octobre 2013   | 1     | 3:07  | Manchester, Angleterre                 |                            |
| Défaite    | 15-10 (1) | Patrick Côté      | Disqualification (coups de poing derrière la tête) | UFC 154: St-Pierre vs. Condit        | 17 novembre 2012  | 1     | 1:26  | Montréal, Québec, Canada               |                            |
| Défaite    | 15-9 (1)  | Brian Stann       | KO (coups de poing)                                | UFC on Fuel TV: Gustafsson vs. Silva | 14 avril 2012     | 1     | 2:26  | Stockholm, Suède                       |                            |
| Défaite    | 15-8 (1)  | Chris Weidman     | Décision unanime                                   | UFC Live: Sanchez vs. Kampmann       | 3 mars 2011       | 3     | 5:00  | Louisville, Kentucky, États-Unis       |                            |
| Victoire   | 15-7 (1)  | James Irvin       | TKO (coup de poing)                                | UFC Live: Vera vs. Jones             | 21 mars 2010      | 1     | 3:01  | Broomfield, Colorado, États-Unis       |                            |
| Victoire   | 14-7 (1)  | Thales Leites     | Décision partagée                                  | UFC 101: Declaration                 | 8 août 2009       | 3     | 5:00  | Philadelphie, Pennsylvanie, États-Unis |                            |
| Victoire   | 13-7 (1)  | Joe Vedepo        | KO (coup de pied à la tête)                        | UFC Fight Night: Diaz vs. Neer       | 17 septembre 2008 | 1     | 1:27  | Omaha, Nebraska, États-Unis            | KO de la soirée            |
| Défaite    | 12-7 (1)  | Chris Leben       | TKO (coups de poing)                               | UFC 82: Pride of a Champion          | 1er mars 2008     | 1     | 3:16  | Columbus, Ohio, États-Unis             | Début en poids moyen       |
| Victoire   | 12-6 (1)  | James Lee         | TKO (coups de poing)                               | UFC 80: Rapid Fire                   | 19 janvier 2008   | 1     | 1:30  | Newcastle, Angleterre                  |                            |
| Défaite    | 11-6 (1)  | Houston Alexander | TKO (coup de genou et coups de poing)              | UFC 75: Champion vs. Champion        | 8 septembre 2007  | 1     | 1:01  | Londres, Angleterre                    |                            |
| Victoire   | 11-5 (1)  | Victor Valimaki   | TKO (coups de poing)                               | UFC 70: Nations Collide              | 21 avril 2007     | 1     | 1:44  | Manchester, Angleterre                 |                            |
| Défaite    | 10-5 (1)  | Drew McFedries    | TKO (coups de poing)                               | UFC 65: Bad Intentions               | 18 novembre 2006  | 1     | 4:07  | Sacramento, Californie, États-Unis     |                            |
| Défaite    | 10-4 (1)  | Dean Lister       | Soumission (étranglement en triangle)              | UFC 60: Hughes vs. Gracie            | 27 mai 2006       | 1     | 1:20  | Los Angeles, Californie, États-Unis    |                            |
| Victoire   | 10-3 (1)  | Elvis Sinosic     | Décision unanime                                   | UFC 57: Liddell vs. Couture III      | 4 février 2006    | 3     | 5:00  | Las Vegas, Nevada, États-Unis          |                            |
| No contest | 9-3 (1)   | Ron Faircloth     | No Contest (coup de pied à l'aine)                 | UFC 55: Fury                         | 7 octobre 2005    | 2     | 0:10  | Uncasville, Connecticut, États-Unis    | Début à l'UFC              |
| Victoire   | 9-3       | Frank Amaugou     | Décision unanime                                   | King of the Ring                     | 19 février 2005   | N/A   | N/A   | Milan, Italie                          |                            |
| Victoire   | 8-3       | Tihamer Brunner   | TKO                                                | Ring Fight                           | 20 novembre 2004  | N/A   | N/A   | Bergame, Italie                        |                            |
| Défaite    | 7-3       | Assuerio Silva    | Décision unanime                                   | Jungle Fight 3                       | 23 octobre 2004   | 3     | 5:00  | Manaus, Brésil                         |                            |
| Victoire   | 7-2       | Eduardo Maiorino  | KO                                                 | Real Fight 1                         | 30 juillet 2004   | 1     | 0:30  | Rio de Janeiro, Brésil                 |                            |
| Victoire   | 6-2       | Rafael Tatu       | TKO (arrêt du médecin)                             | Meca World Vale Tudo 9               | 1er août 2003     | 2     | 4:18  | Rio de Janeiro, Brésil                 |                            |
| Victoire   | 5-2       | Damien Riccio     | Décision                                           | Martial Arts Day                     | 11 mai 2003       | 2     | 6:00  | Rome, Italie                           |                            |
| Victoire   | 4-2       | David Mortelette  | TKO (coups de poing)                               | Resa Dei Conti 6                     | 20 décembre 2002  | 1     | 1:12  | Livourne, Italie                       |                            |
| Défaite    | 3-2       | Roman Zentsov     | Décision unanime                                   | M-1 MFC: Russia vs. the World 4      | 15 novembre 2002  | 2     | 5:00  | Saint-Pétersbourg, Russie              |                            |
| Défaite    | 3-1       | Simon Holmes      | Soumission (rear naked choke)                      | CWFC 1: Armageddon                   | 27 juillet 2002   | 1     | 4:50  | Londres, Angleterre                    |                            |
| Victoire   | 3-0       | Adam Woolmer      | Soumission (kimura)                                | CWFC 1: Armageddon                   | 27 juillet 2002   | 1     | 0:21  | Londres, Angleterre                    |                            |
| Victoire   | 2-0       | Mastioli Mastioli | Soumission (clé de bras)                           | Fight Night                          | 21 juin 2002      | 1     | 0:20  | Pomezia, Italie                        |                            |
| Victoire   | 1-0       | Di Clementi       | KO                                                 | Fight Night                          | 21 juin 2002      | 1     | 0:13  | Pomezia, Italie                        |                            |